# Cataphractes
Cataphractes este un gen de molii din familia Lymantriinae.